# L'Homme qu'on aimait trop
Pour plus de détails, voir Fiche technique et Distribution.
L'Homme qu'on aimait trop est un film dramatique français réalisé par André Téchiné, sorti en 2014. Il s'agit d'une adaptation de l'affaire Le Roux et du livre Une femme face à la mafia de Renée Le Roux et Jean-Charles Le Roux. Le film fut projeté en sélection officielle, hors-compétition au festival de Cannes 2014.

## Synopsis
En 1976, Agnès Le Roux rentre à Nice après une séparation conjugale en Afrique. Elle se remet à tenir sa librairie. Sa mère, Renée le Roux, est la principale propriétaire du Palais de la Méditerranée, un casino niçois en difficultés économiques. Le casino perd 5 millions de francs en une seule soirée. Renée le Roux soupçonne la mafia et Jean-Dominique Fratoni, son adversaire qui veut racheter les casinos de la côte d'Azur pour blanchiment. Elle et son fidèle avocat Maurice Agnelet accusent Guérin, le président du casino, le sommant de démissionner. Renée le Roux réussit à être élue PDG du casino par un vote serré au conseil d'administration.
Elle tente de gérer le casino et ne cède pas malgré les menaces : elle est assommée et on lui dépose une balle de gros calibre sur son bureau. Malgré ses intentions, la gestion du casino ne porte pas ses fruits. Elle nomme un ancien fonctionnaire du ministère de l'intérieur comme directeur des jeux. Agnelet se sent trahi, ayant réclamé depuis longtemps ce poste, et quitte sa charge d'avocat et de conseiller de Renée Le Roux. Il est cependant en difficulté financière car c'était sa plus grande cliente.
Agnès Le Roux a une relation passionnée avec Agnelet déjà marié et s'éprend de lui malgré l'avertissement de l'ancienne maîtresse d'Agnelet. Agnès Le Roux reproche à sa mère de ne pas lui avoir donné sa part d'héritage, au prétexte qu'il faudrait investir pour la survie du casino.
Le couple conçoit une stratégie pour l'argent de l'héritage, en s'associant avec Fratoni qui paiera si le casino lui appartient. Il doit profiter de la réunion annuelle des propriétaires. Lors du vote au conseil d'administration, Agnès Le Roux vote contre le renouvellement du mandat de sa mère à la direction. Agnelet lui indique que sa mère  aurait quand même échoué à partir des parts d'actionnariats. Fratoni devient propriétaire, mais voit les mauvais comptes du casino qu'il ferme pour sa transformation en complexe hôtelier luxueux.
Après une tentative de suicide d'Agnès Le Roux, Agnelet étant infidèle, elle revient vivre avec lui. Puis elle disparaît subitement. L'appartement est retrouvé vide, avec une mot qui indique qu'elle se sent bien, qu'elle part et que l'argent est confié à Agnelet. Ce dernier a transféré l'argent sur son compte.
Des années plus tard, Renée Le Roux,  vieillie, est ruinée par les démarches judiciaires, mais obtient un procès contre Agnelet. Elle l'accuse d'avoir tué Agnès Le Roux en Italie pour profiter de son argent, ce qui avait abouti à l'époque à un non-lieu. Les données ont changé puisque sa maîtresse avait menti à l'époque pour couvrir Agnelet. En 2006, il est jugé après des années d'errances au Panama. Mais ayant un alibi et signalant que le mobile ne constitue pas une preuve, il est acquitté.
La séquence finale montre Agnès Le Roux enfant, dérangée par sa mère qui lui demande de faire de la danse classique — une activité qu'elle déteste — devant des invités.
Le carton final indique qu'après ces événements, Agnelet est condamné à 20 ans de réclusion criminelle après jugement de la cour d'appel. Un nouveau procès se tient en 2014, qui confirme le verdict et dont l'accusation vient du fils d'Agnelet, Guillaume, à qui il aurait confessé le meurtre.

## Fiche technique
- Titre : L'Homme qu'on aimait trop
- Ancien titre : L'Homme que l'on aimait trop[1]
- Titre anglais : In the name of my daughter (litt. Au nom de ma fille)
- Titre australien : French Riviera (litt. Côte d'Azur)
- Réalisation : André Téchiné
- Scénario et dialogues : André Téchiné, Cédric Anger et Jean-Charles Le Roux, d'après le livre Une femme face à la mafia (éditions Albin Michel) de Renée Le Roux et de son fils Jean-Charles Le Roux
- Photographie : Julien Hirsch
- Montage : Hervé de Luze
- Musique : Benjamin Biolay
- Supervision musicale : Varda Kakon
- Casting : Sarah Teper
- Chef décorateur : Olivier Radot
- Décors : Nathalie Roubaud
- Costumes : Pascaline Chavanne
- Matériel de prises de vues : Groupe TSF - Arri Alexa
- Producteurs : Olivier Delbosc et Marc Missonnier
- Coproducteur : Serge Hayat
- Producteur exécutif : Christine de Jeckel
- Production : Fidélité Productions, Mars Films, Caneo Films et VIP Cinéma 1
- Participation à la production : OCS, La Banque Postale Image 7, les SOFICAs Manon 4, Cinémage 8 et SOFITVciné, le CNC, la ville de Nice, le programme MEDIA de l'Union Européenne et les régions PACA et Île-de-France
- Banque : Neuflize OBC
- Ventes internationales : Elle Driver
- Distribution : Mars Distribution (France), Baltijas Pērle (lv)(Lituanie), Madman Entertainment (Australie) et Cohen Film Collection (en)(États-Unis)
- Pays d'origine :  France
- Postproduction : Technicolor
- Son : Dolby Digital (Dolby 5.1)
- Format : 2.35 : 1 - Digital Cinema Package - couleur
- Genre : drame
- Langue : français
- Budget : 7.99M€[2]
- Durée : 116 minutes
- Dates de sortie : 
  - France : 16 juillet 2014 - Le film fut projeté au Festival de Cannes le 21 mai 2014 (hors compétition)
  - DVD : 19 novembre 2014
  - Blu-ray : 19 novembre 2014
  - VOD : 10 novembre 2014
- Visa d'exploitation no 136 552
- Box-office France : 300 373 entrées[3]

## Distribution
- Guillaume Canet : Maurice Agnelet
- Catherine Deneuve : Renée Le Roux
- Adèle Haenel : Agnès Le Roux
- Jean Corso : Jean-Dominique Fratoni
- Judith Chemla : Françoise Lausseure
- Mauro Conte : Mario, le chauffeur
- Pierre Michiels : le domestique de Mme Le Roux
- Pascal Mercier : Guérin
- Tamara De Leener : Madeleine, la secrétaire de Renée
- Jean-Marie Tiercelin : Briault
- Tanya Lopert : Lydie
- Chloé Benzimra : Agnès à 12 ans
- Even Zakine : Guillaume Agnelet enfant
- Hugo Sablic : Guillaume Agnelet adulte
- Jean-Pierre Getti : le président du tribunal
- Noël Simsolo : l'avocat de Maurice
- Yani Redjala : l'avocat de Renée
- Peter Bonke : le directeur de banque
- Laetitia Rosier : Annie
- Christian Bianchi : un journaliste
- Jean-Claude Bernard : un journaliste
- Ali Af Shari : Reynier
- Hubert Rollet : Palmero
- Simon Derycke : fils Guérin
- Jean-Baptiste Derycke : fils Guérin
- Jean Vincentelli : prudhomme
- Jean-Paul Sourty : Moreau
- André Corbi : employé
- Brigitte Le Barz : une avocate
- Grégoire Aubouy-Taulère : le médecin
- Ludovic Redhon : serveur
- Didier Landucci : procureur
- Benoît Sarocchi : chanteur corse
- Claude Ettori : chanteuse corse
- Sylvie Batty : cliente librairie
- Lola Colombier : petite fille librairie
- Christophe Glachant : croupier
- Pierre Bérillon : jeune homme café
- Eric Moreau (non crédité) : un homme au tribunal

## Production
Le film est une commande des producteurs du cinéaste. C'est également ces derniers qui recommandèrent le rôle de Deneuve à Téchiné, marquant ainsi leur septième collaboration.
Contrairement à ses films précédents, Téchiné n'a pas bénéficié de l'avance sur recettes et du soutien de chaînes télévisés en clair (seul OCS soutient le long métrage). Le film tenta de récolter de l'argent sur le site de financement participatif Ulule, mais le projet fut annulé.

## Réception
Le film est accueilli positivement lors de sa projection, surtout pour la direction d'acteur. Mais il ne soulève pas un enthousiasme important, contrairement aux précédentes réalisations du cinéaste, la reconstitution du procès est souvent reprochée.

## Nominations
- Lumières de la presse étrangère 2015 : 
  - Meilleur acteur pour Guillaume Canet
  - Meilleure actrice pour Adèle Haenel

## Autour du film
- Musiques additionnelles (liste non exhaustive) : 
  - Preghero d'Adriano Celentano, reprise de Stand By Me - Ben E. King
  - Concerto alla rustica (en)en sol majeur "Alla Rustica" RV 151 d'Antonio Vivaldi
  - Sonate pour piano D.346 de Franz Schubert

## Lieux de tournage
- France
  - Côte d'Azur[5] : 
    - Nice : Vieux Nice, Promenade des Anglais, Quai Rauba-Capeù, centre-ville, place du Palais de Justice, rue Costes et Bellontes (Aéroport International de Nice-Côte d'Azur), colline de Pessicart
    - Grasse, Menton, Cannes, Cagnes-sur-Mer, Antibes, Gourdon, Gréolières, Coursegoules et Vence

  - Savoie : Barrage de Roselend
  - Bretagne : Palais du Parlement de Bretagne[6]
  - Paris : Palais de Justice (1er arrondissement - boulevard du Palais)
  - Seine-Maritime : Casino de Forges-les-Eaux
- Suisse : Genève et Lac Léman